# Actinolita
La actinolita es un inosilicato del grupo de los anfíboles. Su nombre procede del griego "actino" (con radios) y "lito" (piedra), en alusión a su aspecto típico fibroso. Fue descubierta en 1794.

## Formación y yacimientos
Se encuentra en rocas metamórficas y puede ser también producto del metamorfismo de limos. Es el producto de un metamorfismo regional de bajo grado o bien de metamorfismo de contacto de rocas carbonatos de magnesio, máficas o ultramáficas. También puede formarse en esquistos azulados con glaucofana.
Algunos asbestos se forman con fibras de actinolita. Conocida como nefrita, es una de las formas más corrientes de jade.

## Mineralogía

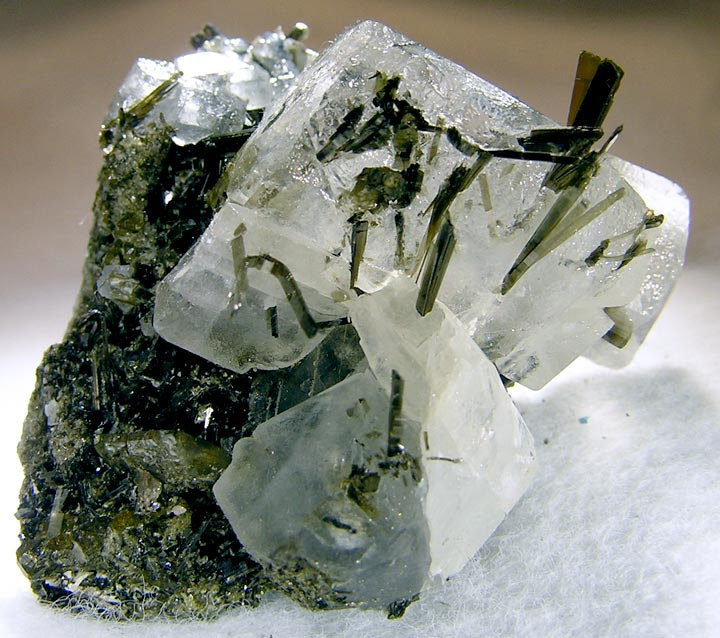
Una Actinolita

Es un miembro intermedio de la serie de solución sólida entre la tremolita (relación Mg/(Mg+Fe2+)  ≥ 0.9) y la ferroactinolita (relación Mg/(Mg+Fe2+) ≥ 0.5). Como se aprecia en la fórmula, los iones de Mg y Fe pueden intercambiarse libremente en la estructura del cristal. El nombre de actinolita se ha mantenido en la nomenclatura por su importancia en petrología.

## Minerales asociados
Suele aparecer junto a los minerales: talco, glaucofana, epidota, albita, grupo de la clorita.